# Эки
Эки (груз. ეკი) — село в Грузии, на территории Сенакского муниципалитета края (мхаре) Самегрело-Верхняя Сванетия.

## География
Село находится в западной части Грузии, на левом берегу реки Циви (правый приток Риони), на расстоянии приблизительно 7 километров (по прямой) к северо-северо-востоку от города Сенаки, административного центра муниципалитета. Абсолютная высота — 46 метров над уровнем моря.

## Население
По результатам официальной переписи населения 2014 года в Эки проживало 42 человека (23 мужчины и 19 женщин). В национальной структуре населения грузины составляли 100 %.
| Год  | Население, человек |
| ---- | ------------------ |
| 2002 | 127                |
| 2014 | ↘ 42               |